# North Greenwich (metropolitana di Londra)
North Greenwich è una stazione della linea Jubilee della metropolitana di Londra. La stazione fu aperta il 14 maggio 1999.
Nonostante il nome, North Greenwich non è situata nella zona storicamente conosciuta come North Greenwich, sull'Isle of Dogs, a nord del Tamigi; una stazione completamente differente esisteva lì, tra il 1872 e il 1926. È adiacente a The O2 (l'ex Millennium Dome) alla punta settentrionale della penisola di Greenwich, sulla sponda sud del Tamigi. La stazione della metropolitana è in realtà più vicina a Charlton che a Greenwich. In ogni caso, si trova nella punta settentrionale del borgo di Greenwich, e forse questa è la spiegazione più logica del nome.

## Strutture e impianti

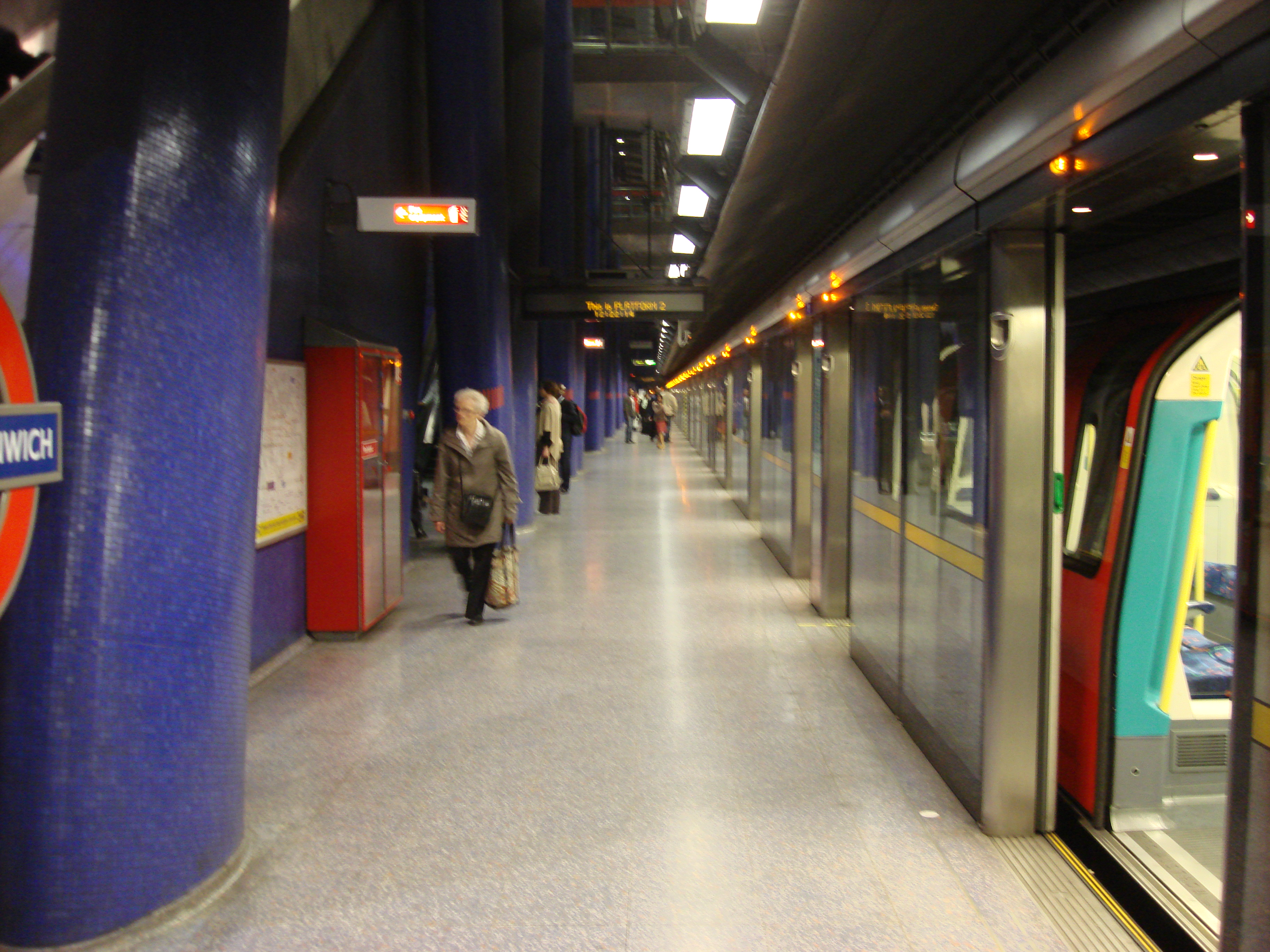
Binario 2

North Greenwich è una stazione sotterranea, passante, con tre binari e due banchine (una a isola e una laterale). È una delle stazioni più grandi della linea Jubilee, con una capacità di circa 20 000 passeggeri ogni ora, essendo stata disegnata per sopportare il gran numero di visitatori attesi al Millennium Dome (oggi The O2) durante l'anno 2000.

Alcune corse limitate dal centro di Londra fanno capolinea a North Greenwich, entrando e uscendo dalla stazione dal binario 2, il binario 2 è usato anche per i collegamenti con Stratford, qualora vi siano lavori di manutenzione sulla linea in corso.
Il notevole interno a piastrelle blu e lucido, con colonne di calcestruzzo a rastrello che si ergono all'interno dell'enorme spazio sotterraneo, fu progettato dallo studio dell'architetto Will Alsop, Lyall e Störmer. Le immagini sono disponibili presso lo studio di fattibilità della Commission for Architecture and the Built Environment (CABE).
La stazione si trova sul confine tra la Travelcard Zone 2 e la Travelcard Zone 3.

## Interscambi
La stazione di Greenwich Peninsula della cabinovia Emirates Air Line, aperta nel 2012 in occasione dei XXX Giochi olimpici, si trova poco distante dalla stazione della metropolitana di North Greenwich. Essa connette la Penisola di Greenwich con il Molo Royal Victoria e l'ExCeL Exhibition Centre.
Nelle vicinanze della stazione effettuano fermata alcune linee urbane automobilistiche, gestite da London Buses.
- Fermata autobus[4]
- stazione di Greenwich Peninsula della Emirates Air Line